# Vincenzo La Scola
Vincenzo La Scola (* 26. Januar 1958 in Palermo; † 15. April 2011 in Mersin) war ein italienischer Opernsänger (Tenor). Daneben war er auch auf dem Gebiet der leichten Musik tätig. Im Jahre 2000 war er UNICEF-Botschafter.

## Leben
Nach einem Gesangsstudium bei Arrigo Pola, Carlo Bergonzi und Rodolfo Celletti debütierte er 1983 im Teatro Regio di Parma in der Rolle des Ernesto in Donizettis Don Pasquale. In seiner über 25-jährigen Karriere sang er bevorzugt im italienischen Fach in Opern von Giuseppe Verdi, Giacomo Puccini, Gaetano Donizetti und Vincenzo Bellini.
Bei einem Aufenthalt in der Türkei erlag er am 15. April 2011 53-jährig überraschend einem Infarkt.